# Вулиця Володимира Громницького (Тернопіль)
Вулиця Володимира Громницького — одна з вулиць міста Тернополя в мікрорайоні «Дружба». Названа на честь греко-католицького священника, пароха міста, громадського діяча о. Володимира Громницького.

## Відомості
Розпочинається від вулиці Максима Кривоноса. Пролягає на захід невеликими зигзагами, у напрямку до вулиці Володимира Лучаковського, на перетині з якою закінчується. Довжина вулиці — близько 600 м.

## Установи, організації
- Історичний факультет Тернопільського національного педагогічного університету імені Володимира Гнатюка (вул. Володимира Громницького, 1а[2])
- Стоматологія «KRISTAL» (вул. Громницького, 9/1[3])
- Тернопільський дошкільний навчальний заклад № 19 (вул. Володимира Громницького, 3[4])
- Тернопільський дошкільний навчальний заклад № 34 компенсуючого типу для дітей з вадами опорно-рухового апарату та дітей з вадами інтелекту (вул. Володимира Громницького, 5[5]